# إسحاق بن عبد الله بن أبي طلحة
إسحاق بن عبد الله بن أبي طلحة زيد بن سهل الأنصاري النجاري المدني، فقيه ومُحدِّث من صغار التابعين في المدينة، يكنى أبا نجيح، وقيل يكنى أبا محمد، وقيل أبا يحيى، هو حفيد الصحابي زيد بن سهل، ولقى أنس بن مالك وتعلم منه، وهو من الثقات عند علماء الجرح والتعديل، وروى له الجماعة وهم البخاري ومسلم وأبو داود والترمذي والنسائي وابن ماجة، وتوفي في المدينة عام 132 هـ و قيل 134 هـ. أمه هي بثينة بنت رفاعة بن رافع بن مالك، وله إخوة محدثون أيضًا وهم: عمرو، وعمر، وعبد الله، ويعقوب، وإسماعيل بنو عبد الله بن أبي طلحة، ولكن إسحاق هو أكثرهم حديثًا وعلمًأ.

## أقوال العلماء عنه
- مرتبته عند علماء الجرح والتعديل:[3][4]
- قال يحيى بن معين: «ثقة حجة.»
- وقال أبو زرعة الرازي وأبو حاتم الرازي وأحمد بن شعيب النسائي: «ثقة».
- قال أبو زرعة الرازي: «وهو أشهر أخوته وأكثرهم حديثًا.»
- وقال الواقدي: «كان أهيأ من أخيه عبد الله وأثبت وكان مالك لا يقدم عليه في الحديث أحدًا، وتوفي سنة اثنتين وثلاثين ومئة وكان ثقة  كثير الحديث».
- وقال عمرو بن علي الفلاس: «مات سنة أربع و ثلاثين و مئة، وروى له الجماعة.»
- قال أبو داود : «وكان علي الصوافي باليمامة».
- وقال البخاري: «بقي باليمامة إلى زمن بني هاشم».
- وقال ابن حبان: «كان ينزل في دار أبي طلحة و كان مقدما في رواية الحديث والإتقان فيه.»

## شيوخه
حَدث إسحاق بن عبد الله بن أبي طلحة عن كلاً من:
1. عمه أنس بن مالك
2. جعفر بن عياض
3. ذكوان أبي صالح السمان
4. رافع بن إسحاق المدني
5. زفر بن صعصعة
6. أبى الحباب سعيد بن يسار المدني
7. شيبة الخضري
8. الطفيل بن أبي بن كعب
9. أبيه عبد الله بن أبي طلحة الأنصاري
10. عبد الرحمن بن أبي عمرة
11. عبيد الله بن مقسم
12. علي بن يحيى بن خلاد الأنصاري
13. أبي مرة مولى عقيل بن أبي طالب
14. أبي المنذر مولى أبي ذر الغفاري
15. سعيد بن يسار
16. زوجته حميدة بنت عبيد بن رفاعة

## تلاميذه
حَدث عن إسحاق بن عبد الله بن أبي طلحة كلاً من:
1. حماد بن سلمة
2. سفيان بن عيينة
3. أبو أيوب عبد الله بن علي الإفريقي
4. عبد الرحمن بن عمرو الأوزاعي
5. عبد الصمد بن عبد الأعلى السلامي
6. عبد العزيز بن عبد الله بن أبي سلمة الماجشون
7. عبد الملك بن عبد العزيز بن جريج
8. عثمان بن حكيم
9. عكرمة بن عمار
10. عيسى بن عبد الأعلى بن عبد الله بن أبي فروة
11. مالك بن أنس
12. همام بن يحيى
13. يحيى بن سعيد الأنصاري
14. يحيى بن أبي كثير
15. يونس بن القاسم اليمامي، والد عمر بن يونس .